# Dekalog, dziewięć
Dekalog, dziewięć (polonès: Decàleg, nou) és la novena part de Dekalog, la sèrie dramàtica de pel·lícules dirigides pel director polonès Krzysztof Kieślowski per a televisió, connectades amb el novè imperatiu dels Deu Manaments: "No donaràs testimoniatge fals contra el teu proïsme ".
Un home que s'ha tornat impotent (Piotr Machalica) descobreix que la seva dona (Ewa Błaszczyk) té un amant. Un personatge secundari d'aquesta pel·lícula, un jove cantant amb una malaltia cardíaca, va inspirar la següent pel·lícula de Kieślowski i Piesiewicz, La Double vie de Véronique.

## Argument
El doctor Roman Nycz (Piotr Machalica) ha estat diagnosticat d'impotència. El seu amic i col·lega confirma el pronòstic, suggerint que s'hauria de divorciar de la seva atractiva jove dona, Hanka (Ewa Błaszczyk), una hostessa de KLM. Després de discutir el diagnòstic, queda clar que la parella s'estima i no es vol perdre. Hanka ofereix que hi ha coses més importants en una relació entre dues persones que el sexe i que aconseguirà viure sense ell. Roman, encara que vigilat i ferit, diu que no li agradaria la decisió de trobar un altre amant si encara no en té. Ella es nega a mitges i demana que s'abstinguin de discutir la situació a llarg termini.
Roman se sent atret per una jove cantant que s'ha de sotmetre a una cirurgia cardíaca. Aquell matí s'adona d'un jove al voltant del seu edifici que al veure'l s'allunya i desapareix. Ell es torna sospitós i fa errors al seu propi telèfon per escoltar a Hanka. Descobreix que, efectivament, està dormint amb el jove, Mariusz (Jan Jankowski), un estudiant amb qui manté una relació purament física. Les seves trobades ocorren a la casa buida de la seva mare. Un dia, Hanka s'oblida d'uns objectes que la seva mare volia de casa seva i li demana a Roman que els recuperi; mentre que a la casa mira i troba una llibreta de Mariusz que abans havia trobat al seu cotxe. Fa una còpia de la clau de la Hanka i escolta clandestinament l'afer de la seva dona des de l'escala de casa de la seva mare.
Enmig de l'augment de la tensió i la culpa a casa, Hanka decideix posar fi a la seva relació amb Mariusz i es troba amb ell a casa de la seva mare per trencar la relació. Després que Mariusz se'n va, descobreix a Roman amagat a l'armari i s'assabenta que ell ho va veure tot i que ha estat plenament conscient de la seva infidelitat. En veure que està més commocionat i ferit del que s'imaginava, Hanka intenta consolar en Roman i accepta que haurien de discutir llargament els seus problemes. Sona el timbre; Mariusz ha tornat a casa. Diu que estima Hanka i que es casaria amb ella si es divorciés de Roman. Sense dir res, Hanka simplement tanca la porta a Mariusz. Hanka veu quant mal ha fet a Roman. Ella li demana que l'agafi, però Roman diu que no pot. Hanka ara és més decidida a ser fidel i buscar un fill per adopció (inicialment havien parlat a mitges de l'adopció com una manera de fer que els seus problemes d'intimitat siguin més manejables).
Amb el suggeriment d'en Roman que la parella es prengui un descans, Hanka va a esquiar sola a Zakopane, sense saber que Mariusz l'ha seguit allà. Roman veu Mariusz carregant el seu equip d'esquí al seu cotxe i truca a la seva casa fent-se passar per un company de classe de Mariusz. La seva mare confirma que Mariusz ha marxat a fer un viatge d'esquí a Zakopane. Saltant a la conclusió que Hanka i Mariusz han de continuar amb la seva aventura, Roman deixa una nota per a Hanka al seu pis. Quan Hanka s'adona que Mariusz l'ha seguit, s'afanya a tornar a Varsòvia. Mentrestant, Roman intenta suïcidar-se amb la seva bicicleta des d'un pont. Hanka torna al pis i es distreu en trobar la nota de suïcidi de Roman. En Roman, tot i haver patit ferides al cap d'una gravetat ambigua i ser col·locat en un motlle corporal, el personal de l'hospital finalment li diu que Hanka havia trucat a l'hospital abans d'aquell dia per dir-li que tornaria de Zakopane immediatament. Després de demanar a una infermera que marqui el seu apartament, Roman i Hanka es reuneixen per telèfon.

## Repartiment
- Ewa Błaszczyk - Hanka
- Piotr Machalica - Roman
- Artur Barciś - home a la bicicleta
- Jan Jankowski - Mariusz
- Jolanta Pietek-Górecka - Ola
- Katarzyna Piwowarczyk - Ania
- Jerzy Trela - Mikołaj

Actors d'altres episodis interpretant diferents papers:
- Renata Berger, Malgorzata Boratynska, Jolanta Cichon, Janusz Cywinski, Slawomir Kwiatkowski, Dariusz Przychoda